# 泰希 (愛達荷州)
泰希（英語：Tyhee）是位於美國愛達荷州班諾克縣的一個人口普查指定地區。

## 地理
泰希的座標為42°57′06″N 112°27′59″W / 42.95167°N 112.46639°W，而該地最高點為海拔高度1360米（即4462英尺）。

## 人口
根據2010年美國人口普查的數據，泰希的面積為7.45平方千米，當中陸地面積為7.44平方千米，而水域面積為0.01平方千米。當地共有人口1123人，而人口密度為每平方千米150.74人。